# Fàbrica Pere Font i Batallé
La Fàbrica Pere Font i Batallé, o simplement Fàbrica Font i Batallé, és un edifici del centre de Terrassa, situat al Carrer del Doctor Cabanes, protegit com a bé cultural d'interès local.

## Arquitectura

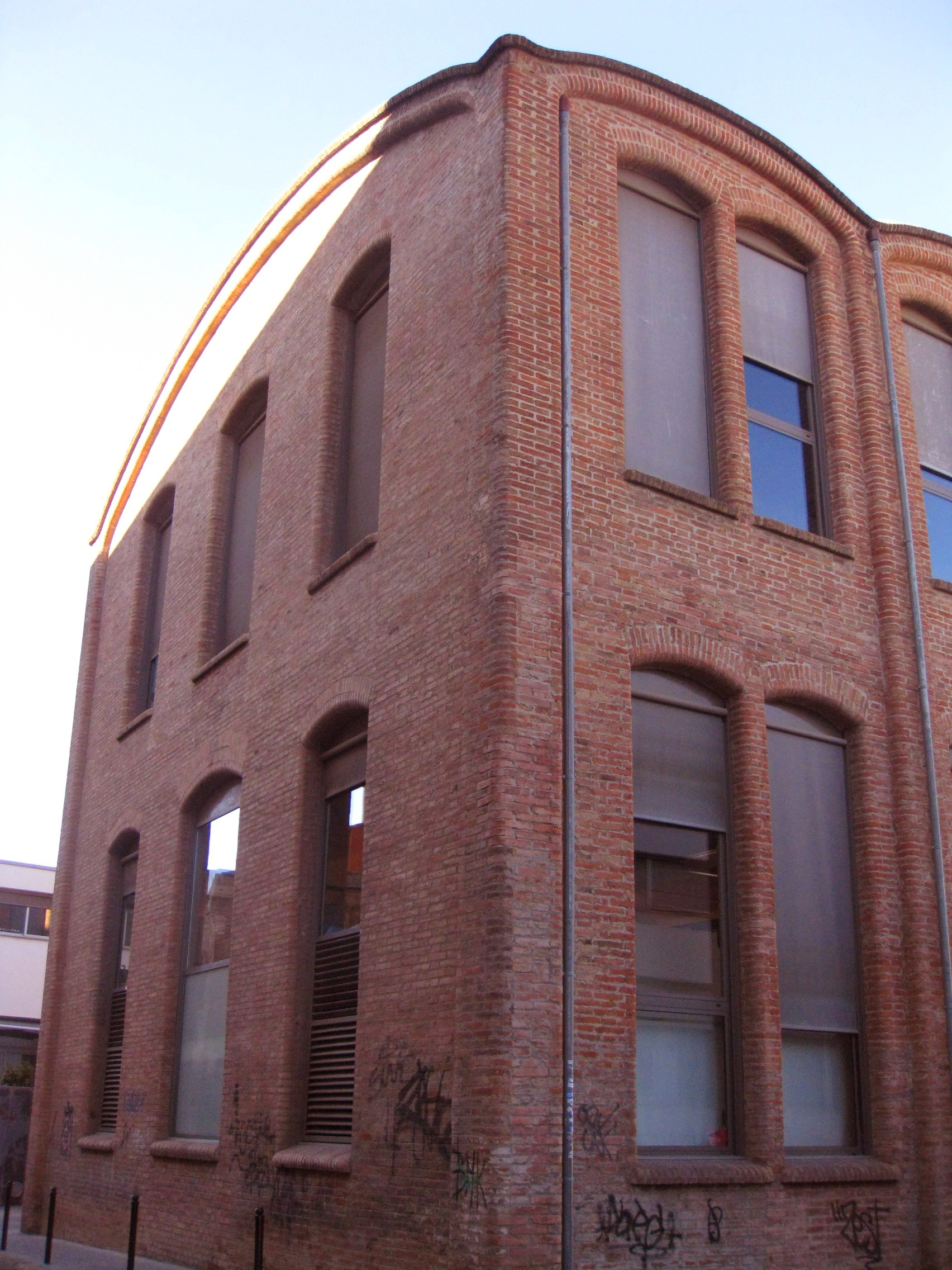
Vista de la façana del carrer del Doctor Cabanes

És una nau industrial aïllada que forma part d'un conjunt més ampli, però amb menys interès. És de planta rectangular, té dues plantes d'alçada i està coberta amb voltes a la catalana, de revoltó. L'estructura del forjat intermedi és igualment de voltes a la catalana tensades.
Tota l'obra és bastida en maó vist, amb obertura d'arc rebaixat en maó aplantillat com a únic element decoratiu. La façana està ritmada per lesenes i cornises corbes, de perfil rom, que fan visible l'estructura de voltes a la catalana de la coberta i a la vegada conformen els espais on s'obren les finestres.

## Història
L'edifici, obra de l'arquitecte Lluís Muncunill, va ser bastida l'any 1916 a instàncies de l'industrial Pere Font i Batallé per instal·lar-hi la seva fàbrica de teixits de llana. El 1935, el propietari va cedir part de les accions als seus quatre fills i va passar a anomenar-se Anònima Font Batallé. La mateixa firma posseïa un magatzem a la placeta de Saragossa i un despatx al carrer del Vall, actualment desaparegut.
Va funcionar fins a la dècada del 1970 i posteriorment fou usat com a garatge per a cotxes. En l'actualitat, la fàbrica ha estat reconvertida en un edifici d'habitatges i oficines, obra realitzada pels arquitectes Bacardit, Mampel i Pont a partir del 1997, una restauració que va rebre el premi Bonaplata.